# Ferdinand Frederik Henckel
Ferdinand Frederik Henckel, född den 7 april 1799 i Aalborg, död den 25 juli 1855 i Köpenhamn, var en dansk officer.
Henckel blev 1822 löjtnant och 1839 kapten. År 1848 var han ännu blott kompanichef, men förde 1849–1850 med heder en bataljon samt utmärkte sig i synnerhet i slaget vid Isted den 25 juli 1850; där reparerade han genom sin fasthet den olycka, som drabbat hären i Øvre Stolk genom Schleppegrells fall och tryggade härigenom segern. Senare deltog han i Frederiksstads försvar och blev överstelöjtnant.